# Gajendragarh
Gajendragarh är en ort i Indien.   Den ligger i distriktet Gadag och delstaten Karnataka, i den södra delen av landet, 1 400 km söder om huvudstaden New Delhi. Gajendragarh ligger 643 meter över havet och antalet invånare är 29 749.
Terrängen runt Gajendragarh är platt åt sydost, men åt nordväst är den kuperad. Runt Gajendragarh är det ganska tätbefolkat, med 179 invånare per kvadratkilometer. Gajendragarh är det största samhället i trakten. Trakten runt Gajendragarh består till största delen av jordbruksmark.